# Thomas Magnusson (Skilangläufer)
Thomas Magnusson (auch Thomas Magnuson; * 2. Juli 1950 in Motala) ist ein ehemaliger schwedischer Skilangläufer.

## Werdegang
Magnusson, der für den Delsbo IF startete, belegte bei den Olympischen Winterspielen 1972 in Sapporo den 28. Platz über 30 km und den vierten Platz mit der Staffel. Im folgenden Jahr errang er den zweiten Platz im 30-km-Lauf bei den Svenska Skidspelen in Falun und den dritten Platz beim Wasalauf. Bei den Nordischen Skiweltmeisterschaften 1974 in Falun gewann er die Bronzemedaille über 50 km und die Goldmedaille über 30 km. Im Februar 1975 erreichte er bei den Lahti Ski Games mit dem vierten Platz über 15 km seine beste Platzierung bei diesem Wettbewerb. Im Jahr 1977 siegte er im 50-km-Lauf beim Holmenkollen Skifestival. Bei den Nordischen Skiweltmeisterschaften 1978 in Lahti wurde er Weltmeister mit der Staffel. Zudem belegte er den 18. Platz über 30 km. Bei schwedischen Meisterschaften siegte er viermal über 15 km (1972–1975), zweimal über 30 km (1972, 1974) und viermal über 50 km (1972–1975).

## Erfolge
- Nordische Skiweltmeisterschaften 1974 in Falun: Gold über 30 km, Bronze über 50 km
- Nordische Skiweltmeisterschaften 1978 in Lahti: Gold mit der Staffel